# Ганс Маєр (футболіст)
Ганс Маєр (нім. Hans Meyer, нар. 3 листопада 1942, Брізен) — східнонімецький футболіст, що грав на позиції захисника. По завершенні ігрової кар'єри — німецький тренер. Єдиний тренер в історії, який вигравав як Кубок НДР (1971/72, 1973/74, 1979/80), так і Кубок ФРН (2006/07).

## Ігрова кар'єра
Народився 3 листопада 1942 року в селі Брізен біля Біліни (нині — Чехія), яке тоді входило до складу Третього Рейху. Після закінчення Другої світової війни ця територія повернулась до складу Чехословаччини і сім'я Маєра разом з усіма іншими німцями була депортована з країни і переїхала до Рослебена в Тюрингії. Там він почав грати у футбол у підлітковому віці за команду «Мотор» (Дітлас), а у 1956 році перейшов у «Мотор» (Зуль), після того як поїхав до Зуля, щоб отримати освіту слюсаря.

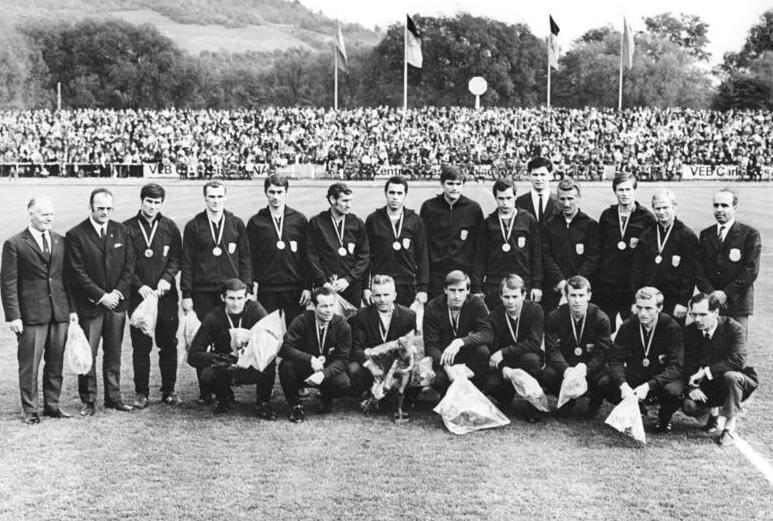
Ганс Маєр (восьмий ліворуч у верхньому ряді) з партнерами по «Карл Цейсу» на нагороджені золотими медалями чемпіонату НДР 1969/70.

Як перспективний гравець, у 1963 році, у віці 21 року, Майєр був запрошений до команди «Мотор» (Єна), яка саме вперше стала чемпіоном НДР, і тоді ж почав навчатися на вчителя спорту та історії. У спортивному клубі він спочатку грав у резервній команді, з якою в 1967 році піднявся до другого дивізіону чемпіонату НДР. У сезоні 1967/68, коли «Мотор» знову став чемпіоном, Майєр лише один раз зіграв у чемпіонаті за першу команду. В наступному сезоні Ганс остаточно був переведений дол першої команди, а у чемпіонаті 1968/69 Маєр, який грав на позиції захисника, використовувався найчастіше, провівши понад 20 ігор. В сезоні 1969/70 років, коли його клуб, що змінив назву на «Карл Цейс», знову став чемпіоном, Майєр зіграв лише двічі. Наприкінці цього сезону він завершив кар'єру гравця, в якій провів загалом 30 матчів у Оберлізі НДР та забив один гол.

## Кар'єра тренера
По завершенні кар'єри гравця залишився у «Карл Цейсі» і став помічником головного тренера Георга Бушнера. 1 липня 1971 року Маєр очолив «Карл Цейс», ставши наймолодшим тренер у Оберлізі НДР. З командою він тричі вигравав Кубок НДР (1972, 1974, 1980) і дійшов до фіналу Кубка володарів кубків у 1981 році, де програв 1:2 «Динамо» (Тбілісі). У 1983 році, коли команда посідала передостаннє місце в турнірній таблиці після восьми ігор без перемог, Маєра було звільнено після 12 років роботи тренером у «Карл Цейсі».
З 1 липня 1984 року по 3 червня 1987 року він тренував «Рот Вайс» з Ерфурта, а 1 липня 1988 року очолив «Карл-Маркс-Штадт», який у 1990 році змінив назву на «Хемніцер». З ними він дійшов до 1/8 фіналу Кубка УЄФА в 1989 році, де клуб вилетів від «Ювентуса», і а в останньому сезоні Оберліги 1990/91 посів з командою 5 місце, яке давало кваліфікацію до 2-ї об'єднаної Бундесліги на наступний розіграш. Незважаючи на те, що клуб був у верхній третині турнірної таблиці, Маєр покинув клуб 9 червня 1993 року.

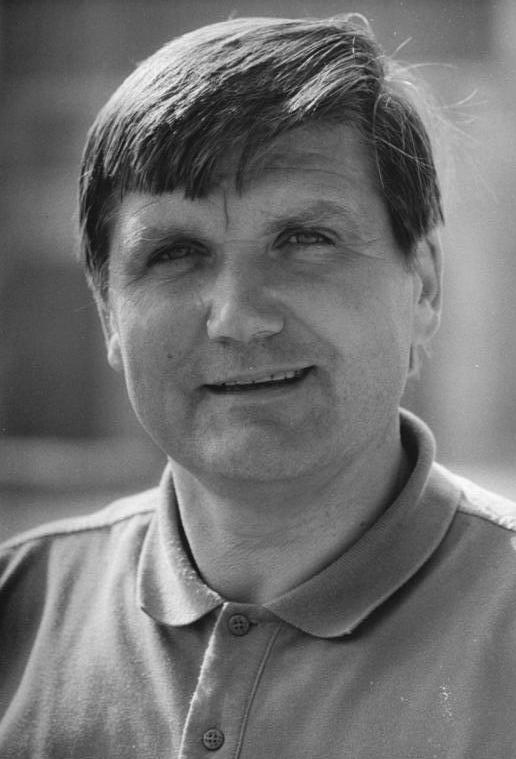
Ганс Маєр як тренер «Хемніцера». 1990 рік.

2 жовтня 1993 року Майєр повернувся до «Карл Цейса», з яким наступного року вилетів із 2-ї Бундесліги, незабаром після чого покинув команду. Надалі з 25 січня по 2 жовтня 1995 року очолював «Уніон» (Берлін) у Регіоналлізі.
У січня 1996 року став головним тренером нідерландського «Твенте» і тренував команду з Енсхеде три роки. Найкращий результат підопічсні Маєра показали у сезоні 1996/97, який «Твенте» закінчив на третьому місці і на наступний сезон отримав право грати участь у Кубку УЄФА, де дійшов до 1/8 фіналу.
У вересні 1999 року Маєр став тренером тодішнього клубу другого дивізіону «Боруссія» (Менхенгладбах). У 2001 році Маєр повернув «Боруссію» до вищого дивізіону. Ганс дебютував як головний тренер у Бундеслізі 28 липня 2001 року в матчі проти мюнхенської «Баварії» (1:0) і став першим футбольним тренером зі східнонімецьких земель, який працював у Бундеслізі з клубом із Заходу. У березні 2003 року Маєр посаду головного тренера і став скаутом.
У грудні 2003 року столична «Герта», яка тоді опинилась під загрозою вильоту, запросила Маєра його назад на тренерську лаву. З Майєром «Герта» за підсумками сезону посіла 12 місце в таблиці і зберегла прописку в еліті. У червні 2004 року Маєр залишив свою посаду тренера в «Герті», хоча йому була пропозиція продовжити контракт. Проте деякий час продовжував працювати скаутом клубу.

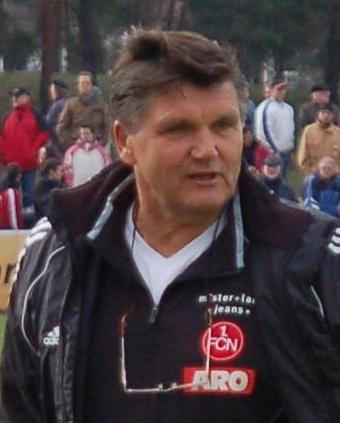
Ганс Маєр як тренер «Нюрнберга». 2007 рік.

9 листопада 2005 року він обійняв посаду головного тренера останньої на той час команди Бундесліги, «Нюрнберга». За дуже короткий проміжок часу він зміг вивести команду з зони вильоту і навіть досяг з нею підсумкового 8-го місця у чемпіонаті. У наступному сезоні 2006/07 під керівництвом Маєра клуб досяг 6-го місця в Бундеслізі та виграв Кубок Німеччини 26 травня 2007 року. Таким чином Маєс став єдиним тренером, який вигравав як Кубок НДР, так і ФРН. Втім після погіршення результатів і падіння команди в зону вильоту в сезоні 2007/08, Маєр був відправлений у відставку 11 лютого 2008 року.
19 жовтня 2008 року Маєр повернувся в свій колишній клуб, «Боруссію» (Менхенгладбах), на посаду головного тренера, підписавши контракт із командою з зони вильоту до кінця червня 2010 року. Щоб не вилетіти, він перебудував команду, виключивши кількох гравців зі складу, а під час зимової перерви він також підписав нових гравців, таких як Томаш Галасек, з яким вже працював раніше у «Нюрнберзі». Зрештою, команді вдалося залишитися в Бундеслізі, посівши 15 місце, маючи лише 31 очко, що стало новим рекордом. Незважаючи на те, що Ганс Майєр зберіг команді прописку в еліті, 28 травня 2009 року він попросив достроково розірвати контракт.

## Титули і досягнення

### Як гравця
- Чемпіон НДР: (2):

«Карл Цейс»: 1967/68, 1969/70

### Як тренера
- Володар Кубка НДР з футболу (3):

«Карл Цейс»: 1971/72, 1973/74, 1979/80
- Володар Кубка Німеччини (1):

«Нюрнберг»: 2006/07